# نامن (کردکوی)
نامن، روستایی در دهستان سدن رستاق شرقی بخش مرکزی شهرستان کردکوی استان گلستان ایران است.

## جمعیت
بر پایه سرشماری عمومی نفوس و مسکن در سال ۱۳۹۵ جمعیت این مکان ۸۸۷ نفر (۲۸۶خانوار) بوده‌است.

## جغرافیا
در ۱۳ کیلومتری شرق شهرستان کردکوی و ۱۷ کیلومتری غرب شهرستان گرگان در مسیر جاده قدیم گرگان به کردکوی معروف به جاده شاه عباسی قرار دارد؛ و از جنوب به جنگل و شمال به دنگلان محدود شده‌است. شغل اکثر ساکنین کشاورزی می‌باشد. درصد زیادی از خانواده‌ها در جستجوی کار مهاجرت نموده و در گرگان و کردکوی ساکن شده‌اند.